# Boryslav
Boryslav (ukrainsk: Борислав; polsk: Borysław) er en by beliggende ved Tysmenytsia (en biflod til Dnestr), i Drohobytj rajon, Lviv oblast (region) i det vestlige Ukraine. Den er vært for administrationen af Boryslav urban hromada, en af hromadaerne i Ukraine. Boryslav er et vigtigt center for olieindustrien.
I 2021 havde byen 32.913 indbyggere.

## Galleri
- Oliepumper i byparken i Boryslav, 2009
- Våbenskjold i 1996-2012
- Klokketårnet i Sankt Anna-kirken
- Assumptionskirken
- Polsk bygget kulturpalads for olier, 2009
- Buster af Adam Mickiewicz
- Byrådets administrationsbygning, 2006
- Besøg af Franz Joseph 1. i Boryslav, malet af Wojciech Grabowski, 1880